# フィリアデザイン
フィリアデザイン（英文社名:PHIRIA DESIGN）は、東京都世田谷区に事務所を置き、美人時計を企画制作した個人事業主の商号。クロスメディアコンテンツ、ウェブサイトの企画／制作／運営を行っている。

## 概要
2008年（平成20年）9月、中屋優大）により、設立された個人事業主のベンチャー企業である。2009年「美人時計」を制作／プロデュース。この事業は、2009年（平成21年）5月にフィリアデザインから新たに中屋優大が創業した株式会社美人時計に譲渡された。

## 沿革
- 2008年（平成20年）9月 - フィリアデザインを設立し、代表取締役に就任
- 2009年（平成21年）1月 - bijin-tokei（美人時計）を制作／リリース
- 2009年（平成21年）5月 - bijin-tokei（美人時計）を株式会社美人時計に事業譲渡。代表取締役に就任。同年7月、プロデューサーへ。
- 2009年（平成21年）10月 - グッドデザイン賞を受賞[1]
- 2011年（平成23年）4月 - 書籍「世界が恋した美人時計 大ヒットサービスが生まれたヒミツ」発売
- 2012年（平成24年）11月 - 「株式会社MKクリエイターズ」とデジタル開発で業務提携

## 関連会社
- 株式会社美人時計